# نوع مجتاح

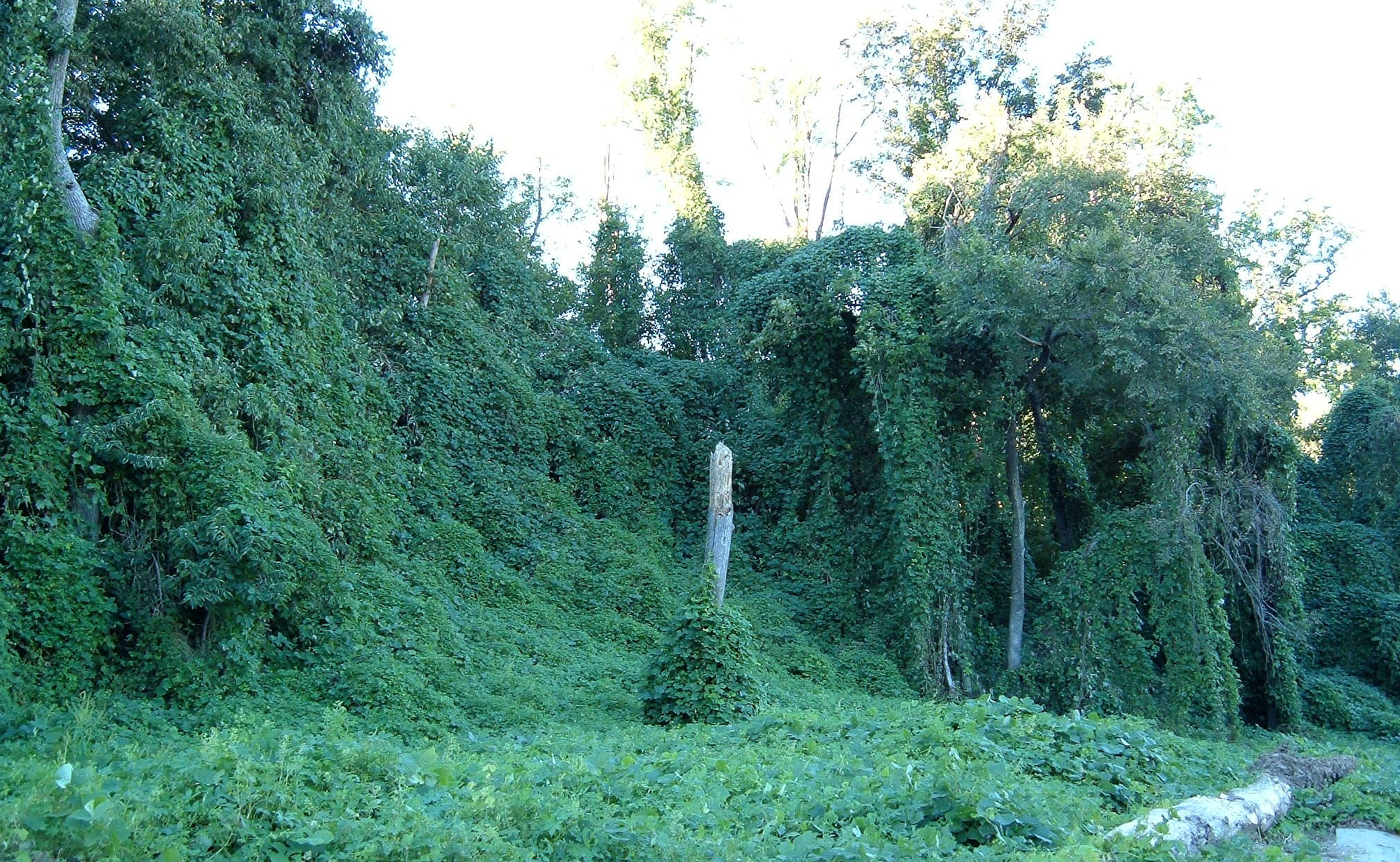
كشت ياباني وهو من الأنواع النباتية المجتاحة في جنوب شرق الولايات المتحدة تنمو في أتلانتا بولاية جورجيا

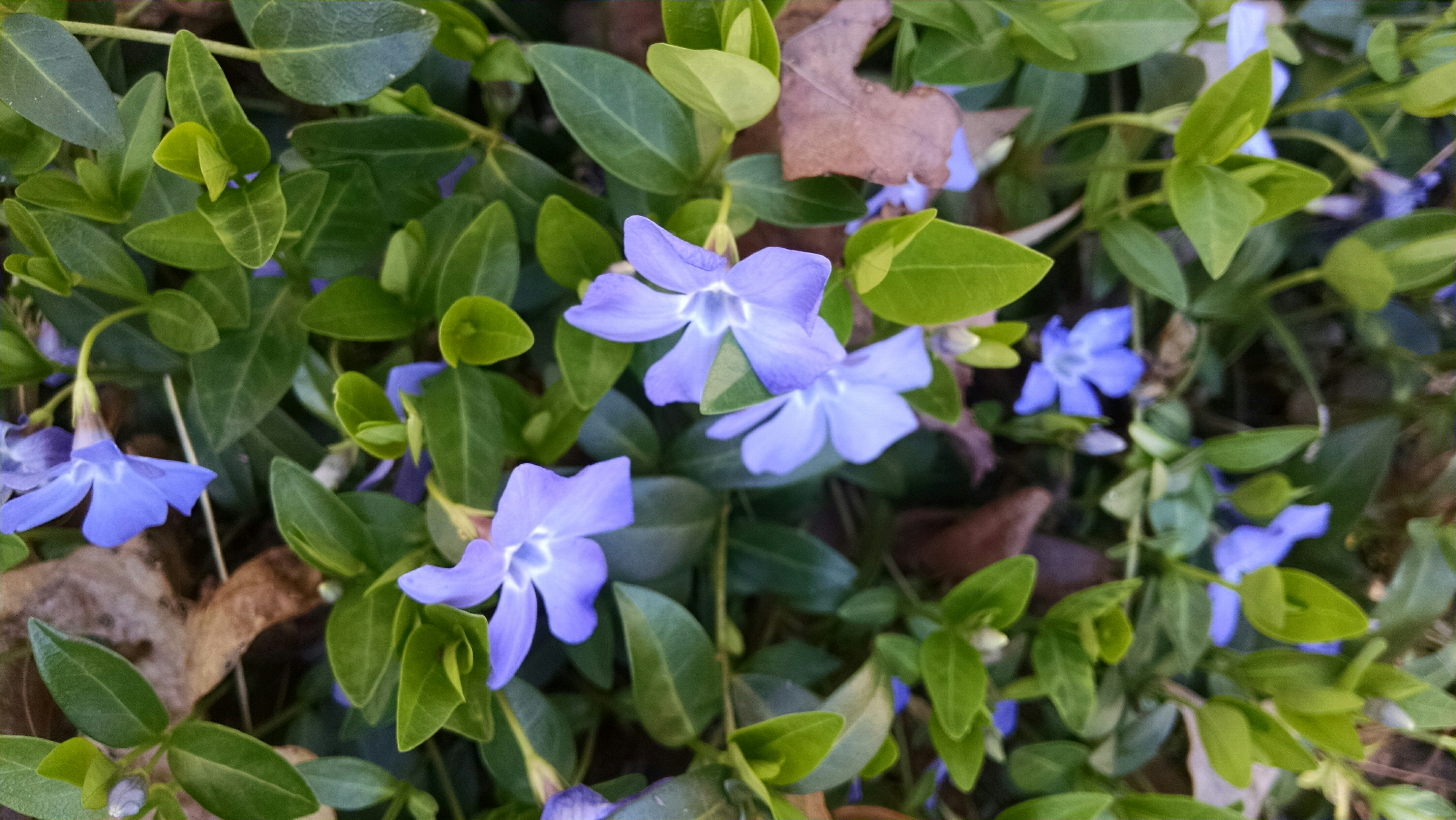
عِناقِيَّة منتشرة في حديقة

النوع المجتاح أو النوع الغازي (بالإنجليزية: Invasive species)‏ وهو مصطلح يستخدم في علم الأحياء لتصنيف نبات أو حيوان أدخل إلى بيئة معينة وانتشر بشكل مفرط أو غير مرغوب. في اللغة العربية يعني الاجتياح الإستئصال أو الأخذ أو التغطية. يستعمل هذا المصطلح في حالات جهود استعادة الحياة البرية في مكان ما أو الحفاظ على التنوع الحيوي. وهناك أكثر من تعريف للنوع الغازي:
- التعريف الأول والأكثر استخداماً، ينطبق على الأنواع غير الأصلية، أو «غير الواطنة» من النباتات أو الحيوانات التي تؤثر سلبا على الموائل والمناطق البيئية التي تغزوها، تأثيراً اقتصادياً أو بيئياً.

تؤثر هذه الأنواع عن طريق الهيمنة على منطقة، أو منطقة برية، أو موطن معين و/أو مناطق التماس بين المناطق الحضرية والبراري من خلال فقدان الضوابط الطبيعية (أي الحيوانات المفترسة أو الحيوانات العاشبة). وهذا يشمل الأنواع الغازية غير الواطنة الموصوفة بأنها آفات نباتية غازية تنمو ضمن نباتات واطنة.
- التعريف الثاني يتضمن الأول، ولكن يوسع الحدود لتشمل الأنواع المحلية أو الواطنة إضافة إلى تلك غير الأصلية، والتي تزعج عن طريق استيطان سائد لموطن معين أو منطقة برية، بسبب فقدان الضوابط الطبيعية. الأيائل هي أحد الأمثلة على ذلك، حيث تزايدت أعدادها بشدة في شمال شرق الولايات المتحدة وساحل المحيط الهادئ في غربها.

ينطبق استخدام المصطلح على الأنواع المستقدمة التي تؤثر سلبًا اقتصاديًا أو بيئيًا أو حيوياً على الموطن والمناطق الحيوية التي تغزوها. قد تتمثل هذه الأنواع بنباتات أو حيوانات وقد تُخِلّ بالتوازن من خلال هيمنتها على منطقة ما أو مناطق برية أو مواطن معينة أو مناطق برية حضرية جرّاء فقدان الضوابط الطبيعية (مثل الحيوانات المفترسة أو العاشبة). يشمل المصطلح أيضًا الأنواع النباتية المعروفة باسم نباتات الآفات الغريبة والنباتات الدخيلة المُجتاحة التي تنمو في المجتمعات النباتية الأصلية. يعرّف الاتحاد الأوروبي «الأنواع الغريبة المُجتاحة» بأنها أولاً، خارج منطقة توزّعها الطبيعية، وثانياً، تهدد التنوع الحيوي. يستخدم المصطلح أيضًا مزارعو الأراضي وعلماء النبات والباحثون والبستانيّون ودعاة الحفاظ على البيئة وعامة الناس في إشارة منهم إلى الأعشاب الضارة.
غالبًا ما يُعرَّف مصطلح «المُجتاحة» بشكل سيئ أو غير موضوعي فيوّسع البعض المصطلح ليشمل الأنواع الأصلية أو «المحلية» التي استعمرت مناطق طبيعية. على سبيل المثال تزايدت أعداد الأيائل بشدة في المنطقتين الشمالية الشرقية وساحل المحيط الهادئ في الولايات المتحدة. يُعدّ تعريف «الساكن الأصلي» موضوعاً مثيراً للجدل في بعض الأحيان. على سبيل المثال، تطوّرَ أسلاف الخيول البرية في أمريكا الشمالية وانتشروا إلى أوراسيا قبل أن ينقرضوا محليًا. بعد عودتهم إلى أمريكا الشمالية في عام 1493 بمساعدة أسلاف الإنسان، أصبح اعتبارهم سكاناً أصليين أو دُخلاء غريبين في قارة أسلافهم التطوريين أمرًا يدعو للخلاف والمناقشة.
من الأمثلة البارزة على أنواع النباتات المُجتاحة، الكشت الياباني و«عشب بامباس الأنديز» (عشب بامباس الأرجواني) والقنطريون الصيفي. تشمل أمثلة الحيوانات، «الحلزون الطيني النيوزيلندي» و«الخنازير الوحشية» والأرانب الأوروبية والسناجب الرمادية والقطط المنزلية وسمك الشبوط وابن مقرض. يعد غزو النظم البيئية الراسخة من قِبل الكائنات الحية القادمة من مناطق حيوية بعيدة ظاهرة طبيعية، لكنّها سُرّعت بشكل هائل من قبل البشر عبر هجراتهم الأولى وعصر الاستكتشاف لاحقاً والتجارة الدولية حالياً.

## الأسباب
يدرج العلماء الأنواع وعوامل النظام البيئي ضمن الآليات التي تؤدي -حين توفرها سويةً إلى اجتياح الأنواع المستقدمة حديثًا لتلك الأنظمة البيئية.

### الآليات القائمة على الأنواع
في الوقت الذي تتصارع فيه جميع الأنواع على البقاء، تمتلك الأنواع المُجتاحة سمات محددة أو مجموعات محددة من السمات تتيح لها التغلب على الأنواع الواطنة. في بعض الحالات، يدور الصراع حول معدلات النمو والتكاثر. في حالات أخرى، تصطدم الأنواع مع بعضها بشكل مباشر أكثر.
يختلف الباحثون حول فائدة السمات للاجتياح. وجدت إحدى الدراسات أنه من ضمن قائمة بالأنواع المُجتاحة وغير المُجتاحة، أمكن التعرف على 86 ٪ من الأنواع المُجتاحة بالاعتماد على السمات وحدها. وجدت دراسة أخرى أن الأنواع المُجتاحة تميل إلى امتلاك مجموعة فرعية صغيرة فقط من السمات المفترضة وأن العديد من الصفات المماثلة وُجِدت في الأنواع غير المُجتاحة، والتي تتطلب تفسيرات أخرى. تتضمن السمات الشائعة للأنواع المُجتاحة ما يلي:
- نموًا سريعًا
- تكاثرًا سريعًا
- قدرة عالية على الانتشار الحيوي
- تكيّف النمط الظاهري (القدرة على تغيير شكل النمو ليناسب الظروف الحالية)
- التعايش مع مجال واسع من الظروف البيئية (الكفاءة البيئية)
- القدرة على العيش بالاعتماد على مجموعة واسعة من أنواع الطعام (غير اختصاصي)
- الترابط مع البشر[20]
- غزوات سابقة ناجحة[21]

بشكل اعتيادي، يجب أن تستطيع الأنواع المستقدمة البقاء على قيد الحياة بكثافة سكانية منخفضة قبل أن تجتاح موقعًا جديدًا، لذلك قد تصل الأنواع إلى موقع معين عدة مرات قبل أن تؤسس مكانًا راسخاً. توفّر أنماط الحركة البشرية المتكررة، مثل السفن التي تبحر من وإلى الموانئ أو السيارات التي تسير على الطرق السريعة، فرصًا متكررة للتأسيس (تُعرف أيضًا باسم الضغط المرتفع الصارم).
قد تتحول الأنواع المُستقدمة إلى مجتاحة إذا استطاعت التغلب على الأنواع المحلية للاستيلاء على موارد مثل العناصر الغذائية أو الضوء أو المساحة المادية أو الماء أو الطعام. إذ إن تطور هذه الأنواع في ظل ظروف منافَسة أو افتراس صعب، فلن تشكل البيئة الجديدة حيث المنافسة أقل، عائقاً أمامها، ما يسمح لها بالتكاثر بسرعة. يمكن تشبيه النُظِم البيئية المُستَهلَكة بالكامل من قبل الأنواع المحلية بأنظمة ذات مجموع صفري يكون فيها أيّ ربح للغزاة هو خسارة للأصل. ومع ذلك، فإن هذا التفوق التنافسي الأحادي (وانقراض الأنواع المحلية مع زيادة أعداد الغزاة) ليس هو القاعدة دائماً. غالبًا ما تتعايش الأنواع المجتاحة مع الأنواع المحلية لفترة طويلة، وبالتدريج، تصبح القدرة التنافسية المتفوقة للأنواع المجتاحة واضحة مع تزايد عدد أفرادها وتكثيفها وتتكيف مع موقعها الجديد.
قد تستطيع الأنواع المجتاحة استخدام الموارد غير المتاحة للأنواع المحلية سابقًا، كمصادر المياه العميقة التي يمكن الوصول إليها عن طريق جذورها الوتدية الطويلة، أو العيش على أنواع تربة غير مأهولة سابقًا. على سبيل المثال، أُدخِل نبات دوسر ثلاثي البوصات إلى كاليفورنيا على التربة السربنتينية ضعيفة الاحتفاظ بالماء ومنخفضة المستوى بالعناصر الغذائية مع نسبة عالية من المغنزيوم/ الكالسيوم، مع احتمال وجود المعادن الثقيلة السامة. تميل مجموعات النباتات في هذه التربة إلى إظهار كثافة منخفضة، ولكن يمكن أن تشكل حشائش الماعز مجموعات كثيفة على هذه التربة وتطرد الأنواع المحلية التي تكيفت بشكل سيئ مع التربة السربنتينية.
قد تحوّر الأنواع المجتاحة بيئتها عبر تحرير مركبات كيميائية، أو تعديل العوامل لاحيوية أو التأثير على سلوك الحيوانات العاشبة، ما يؤدي إلى تأثير إيجابي أو سلبي على الأنواع الأخرى. تُنتِج بعض الأنواع مثل طحلبية القبعة المكسيكيةمركبات تضادية كيميائية حيوية ذات تأثير مثبط للأنواع المنافسة وتؤثر على بعض عمليات التربة مثل تمعدن الكربون والنيتروجين. تسهل الأنواع الأخرى مثل صبار صباع الكافر نمو شتلات الأنواع الأخرى في البيئات القاحلة عبر توفير الظروف المناخية الأصغرية المناسبة وإبعاد الحيوانات العاشبة في المراحل المبكرة من نموها.
ومن الأمثلة الأخرى: القنطريون الصيفي (نجمة الشوك الصفراء) والقنطريون المنتشر. انتشرت هذه الأعشاب الضارة الأوروبية الشرقية عبر الولايات الغربية وولايات الساحل الغربي للولايات المتحدة. أظهرت التجارب أن مادة 8-هيدروكسي كينولين وهي مادة كيميائية تنتج في جذر القنطريون المنتشر، تؤثر سلبًا فقط على النباتات التي لم تتطور بجانبها في الأصل. إذ طوّرت مثل تلك النباتات المحلية آليات دفاعية، فلا نرى «القنطريون الصيفي» و«القنطريون المنتشر» في موطنهما الأصلي كمنافسين ناجحين بشكل ساحق. لا يعني نجاح الاجتياح أو عدمه في موطن واحد بالضرورة نجاحه في مناطق أخرى. وعلى العكس من ذلك فإن دراسة الأوطان حيث يكون النوع فيها أقل نجاحًا، يمكن أن يكشف عن أسلحة جديدة لهزيمته.
تعتبر التغيّرات في نظام الحرائق شكلًا آخر من أشكال التسهيل البيئي. نبات الشويعرة المتدلية، أصلها من أوراسيا شديدة التكيُّف مع الحرائق. لا تنتشر بسرعة بعد الاحتراق فحسب بل تزيد أيضًا من تواتر وكثافة الحرائق عبر توفير كميات كبيرة من الحتات الجاف خلال موسم الحريق في غرب أمريكا الشمالية. غيرت نظام الحرائق المحلي في المناطق التي انتشرت فيها بشكل واسع، لدرجة أن النباتات المحلية لم تستطع النجاة نتيجة الحرائق المتكررة ما سمح للشويعرة ببسط نفوذها والحفاظ على الهيمنة في نطاقها.
يحدث التسهيل البيئي أيضًا عندما يقوم أحد الأنواع بتعديل الأوطان ماديًا بطرق مفيدة للأنواع الأخرى. على سبيل المثال يزيد «بلح البحر الوحشي» من تعقيد تضاريس الموطن على أرضيات البحيرات ما يوفر شقوقًا تعيش فيها اللافقاريات. تزيد هذه الزيادة في التعقيد إلى جانب العناصر الغذائية القادمة من فضلات التغذية بالترشيح لبلح البحر من كثافة وتنوع مجتمعات اللافقاريات القاعية.

## أمثلة

### الأعشاب المجتاحة
هناك عدد كبير من الحشائش التي تعد مجتاحة، وبالذات بعد انتشارها خارج موطنها الأصلي. من هذه الحشائش:
- طلح
- عشب الماء (أو ورد النيل)
- السورغم الحلبي
- الغاب
- القيصوب
- خشخاش الأرغمون المكسيكي (Argemone mexicana)
- كينا أو (الاوكاليبتوس)
- الزنزلخت أو التمر الاخرس

### حيوانات مجتاحة
هناك عدد كبير من الحيوانات والحشرات التي تعد مجتاحة، وبالذات بعد انتشارها خارج موطنها الأصلي. من هذه الحيوانات:
- ضفدع القصب
- البط البري
- طيُور مينة
- أيل أسمر أوروبي
- ابن عرس
- حلزون أبيض الطرف
- حلزون الحدائق
- مبروكة الزبدية أو (الشبوط)